# Vương quốc Ấn-Parthia
Triều đại Gondophares, và hay còn được gọi là các vị vua Ấn-Parthia là một nhóm các vị vua cổ đại cai trị vùng đất ngày nay là Afghanistan, Pakistan và Bắc Ấn Độ, trong hoặc trước thế kỷ 1CN. Trong hầu hết lịch sử của họ, các vị vua nhà Gondophares cai trị Taxila (Pakistan ngày nay) và là nơi trú ngụ của họ, nhưng trong những năm cuối cùng của triều đại, kinh đô đã được chuyển tới Kabul (Afghanistan ngày nay). Những vị vua này đã thường được gọi là vua Ấn-Parthia, vì tiền đúc của họ thường được lấy cảm hứng từ triều đại Arsaces, nhưng họ có thể thuộc về một nhóm các bộ tộc Iran rộng hơn, những người sống phía đông Parthia, và không có bằng chứng rằng tất cả các vị vua lấy tiêu đề Gondophares, có nghĩa là "Chủ nhân của vinh quang", hay thậm chí còn có liên quan.

## Gondophares I và những vị vua kế vị ông

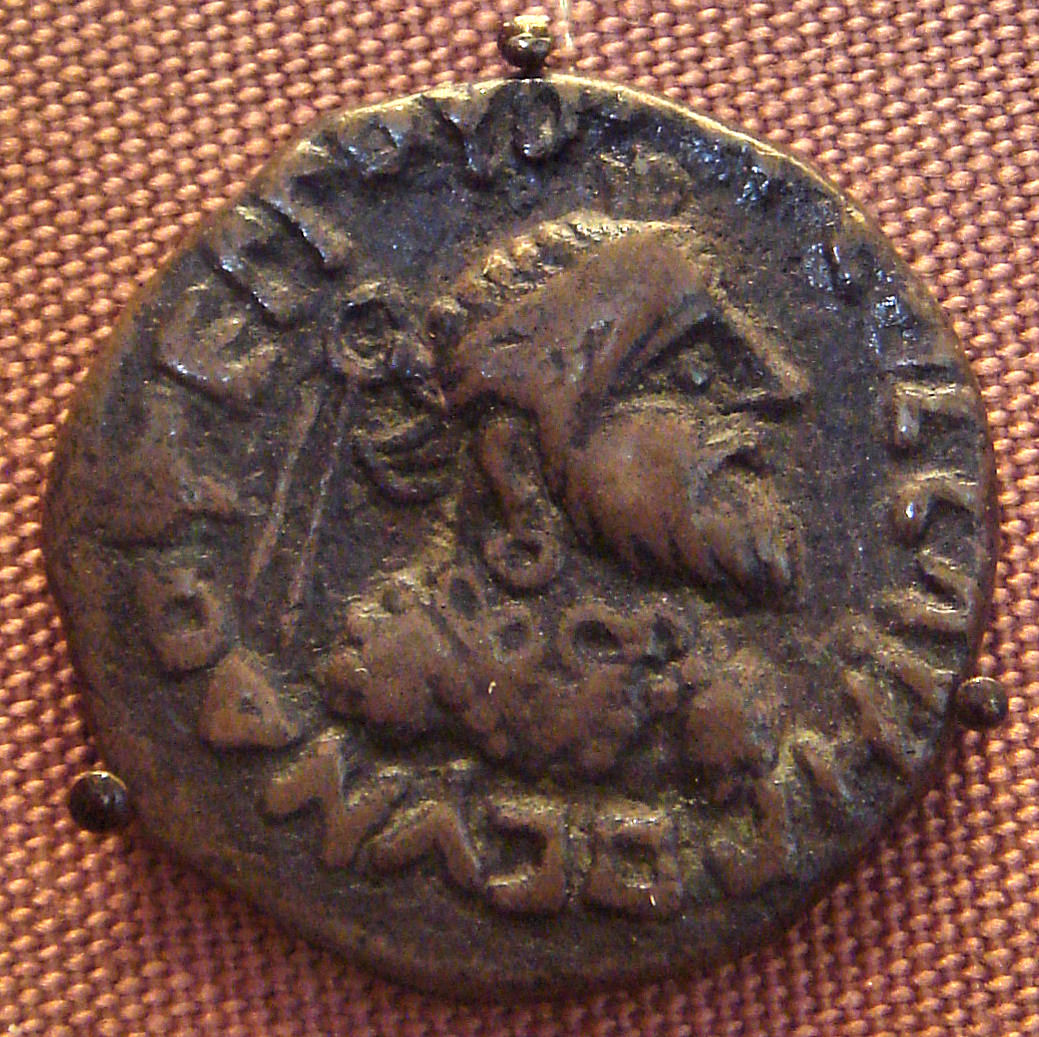
Portrait of Gondophares, founder of the Indo-Parthian kingdom. He wears a headband, earrings, a necklace, and a cross-over jacket with round decorations.

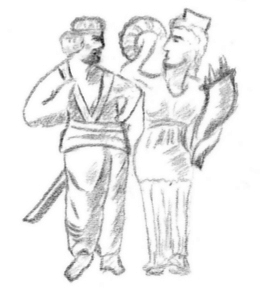
King Abdagases I being crowned by the Greek goddess Tyche, on the reverse of some of his coins.

Gondophares I (tiếng Pashto: Gandapur) ban đầu dường như đã là một vị vua của vùng Seistan ở miền đông Iran, có thể là một chư hầu hoặc họ hàng của những vị vua Apracarajas. Khoảng năm 20-10 TCN, ông đã tiến hành cuộc chinh phục Vương quốc Ấn-Scythia cũ, có lẽ sau cái chết của vị vua quan trọng,Azes. Gondophares đã trở thành vị vua của vùng đất bao gồm Arachosia, Seistan, Sindh, Punjab, và thung lũng Kabul, nhưng nó không có vẻ như là mặc dù ông đã cai trị vùng lãnh thổ ngoài phía đông Punjab. Gondophares gọi mình là "Vua của các vị vua", một tiêu đề Parthia trong trường hợp của ông phản ánh một cách chính xác rằng đế chế Ấn-Parthia chỉ là một thể chế lỏng lẻo của một số triều đại nhỏ hơn chắc chắn duy trì vị trí của họ trong suốt thời đại Ấn-Parthia, rất có thể đổi lại là sự công nhận của Gondophares và những vị vua kế nhiệm ông. Những triều đại nhỏ hơn bao gồm nhà Apracarajas, và các phó vương Ấn-Scythia như Zeionises và Rajuvula cũng như những người Scythia vô danh khác đúc những đồng tiền mô phỏng tiền xu của Azes. Những Ksaharata cũng cai trị ở Gujerat, có lẽ chỉ ở bên ngoài lãnh địa của Gondophares.
Sau khi Gondophares I qua đời, đế chế bắt đầu bị chia cắt. Tên hoặc tiêu đề Gondophares đã được sử dụng bởi Sarpedones, người trở thành Gondophares II và có thể con trai cả của Gondophares. Mặc dù ông tuyên bố là vị vua duy nhất, sự cai trị của Sarpedones là yếu kém và ông đã ban hành tiền xu bị phân tán ở Sind, phía đông Punjab và Arachosia ở miền nam Afghanistan.Vị vua kế vị quan trọng nhất là Abdagases, cháu trai của Gondophares, người cai trị ở Punjab và có thể là quê hương Seistan. Sau khi một triều đại ngắn, Sarpedones dường như được kế vị bởi Orthagnes, người mà sau này trở thành Gondophares III Gadana. Orthagnes cai trị chủ yếu là ở Seistan và Arachosia,trong khi Abdagases xa hơn ở phía đông, trong thập kỷ đầu tiên CN, và một thời gian ngắn được kế vị bởi Ubouzanes, con trai của ông ta. Sau năm 20 CN, một vị vua có tên Sases, một người cháu của vua nhà Apracaraja, Aspavarma, đã chiếm đoạt vùng lãnh thổ của Abdagases và trở thành Gondophares IV Sases. Theo Senior, đây là Gondophares được đề cập trên văn bia Takht-i-Bahi.
Có những vị vua nhỏ khác: Sanabares là một kẻ cướp ngôi ngắn ngủi ở Seistan, người tự gọi mình là Đại đế của các vị vua, và cũng có một Abdagases thứ hai, một vị vua tên là Agata ở Sind, một vị vua gọi là Satavastres, và một hoàng tử vô danh, người đã tuyên bố là em trai của vua nhà Arsaces, trong trường hợp một này là thành viên thực tế của triều đại cầm quyền ở Parthia.
Tuy nhiên, vương quốc Ấn-Parthia không bao giờ khôi phục lại được vị thế như thời của Gondophares I, và từ giữa thế kỷ 1 người Quý Sương dưới thời Kadphises Kujula bắt đầu xâm chiếm một phần phía bắc Ấn Độ của vương quốc. Pacores, vị vua cuối cùng (có lẽ trước năm 100 CN)  chỉ cai trị ở Seistan và Kandahar.

## Bằng chứng khảo cổ học và nguồn
Thành phố Taxila được coi là một kinh đô của người Ấn-Parthia. Một tầng văn hóa lớn đã được khai quật bởi Sir John Marshall với số lượng hiện vật lớn theo phong cách Parthia. Ngôi đền gần đó của Jandial thường được coi là một ngôi đền thờ Bái Hỏa Giáo có từ thời kỳ của người Ấn-Parthia.
Một số văn bản cổ xưa mô tả sự hiện diện của người Ấn-Parthia trong khu vực, chẳng hạn như câu chuyện của Thánh Tông đồ Thomas, người đã được tuyển dụng làm một thợ mộc để phục vụ tại triều đình của vua "Gudnaphar" (được cho là được Gondophares) ở Ấn Độ. Những việc làm của Thomas được mô tả trong chương 17, Thomas tới thăm nhà vua Gudnaphar ở miền bắc Ấn Độ, chương 2 và 3 mô tả ông đang lên một chuyến tàu biển đi tới Ấn Độ.

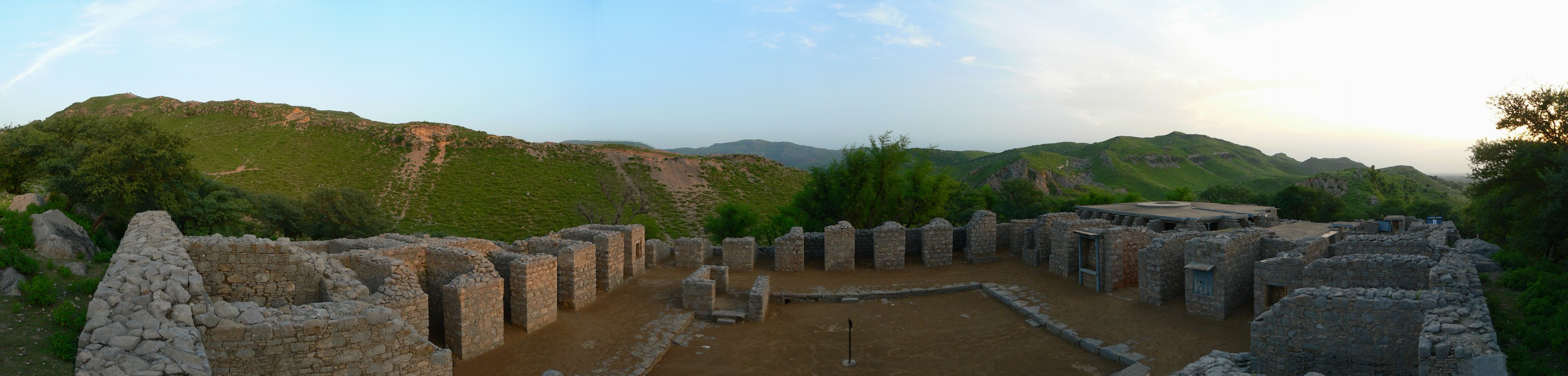
The Hellenistic temple with Ionic columns at Jandial, Taxila, is usually interpreted as a Zoroastrian fire temple from the period of the Indo-Parthians.

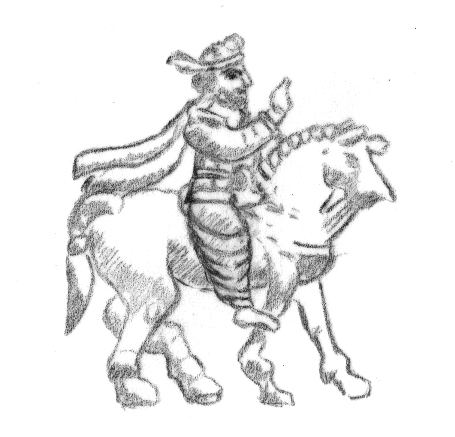
Gondophares on horse, from his coinage (click image for reference). He wears a short jacket and baggy trousers, rather typical of Parthian clothing.

Như Senior chỉ ra, Gudnaphar này thường được xác định là Gondophares đầu tiên, người đã cai trị vào giai đoạn có sự xuất hiện của Kitô giáo, nhưng không có bằng chứng cho giả thuyết này, và nghiên cứu của Senior cho rằng thời kì Gondophares I cai trị có thể trước năm 1 CN. Nếu những thông tin này là lịch sử, thánh Thomas có thể đã gặp một trong các vị vua sau này, những người mang danh hiệu tương tự.
Nhà triết học Hy Lạp, Apollonios của Tyana đã được kể lại trong tác phẩm của Philostratus, cuộc đời của Apollonius Tyana, rằng ông đã viếng thăm Ấn Độ, và đặc biệt là thành phố Taxila khoảng năm 46 CN. Ông mô tả các công trình xây dựng theo phong cách Hy Lạp, có thể đề cập đến Sirkap, và giải thích rằng vị vua Ấn-Parthia của Taxila, tên là Phraotes, đã nhận được một nền giáo dục Hy Lạp tại triều đình của cha ông ta và nói tiếng Hy Lạp trôi chảy:

## Tôn giáo
Trái ngược với người Ấn-Hy Lạp hay Ấn-Scythia, không có những ghi chép rõ ràng nào về việc những vị vua Ấn-Parthia ủng hộ Phật giáo, chẳng hạn như những câu khắc ca ngợi tôn giáo, chữ viết, hoặc thậm chí những câu chuyện huyền thoại. Ngoài ra, mặc dù tiền xu Ấn-Parthia thường tuân theo khuôn mẫu gần giống của tiền xu Hy Lạp, họ không bao giờ biểu thị các biểu tượng triratna của Phật giáo (ngoại trừ Sases sau này), họ cũng không bao giờ sử dụng những hình tượng như voi hoặc bò, các biểu tượng tôn giáo có thể đã được sử dụng bởi những người tiền nhiệm trước đó. Họ cũng được cho là đã giữ lại Bái hỏa giáo, vốn xuất phát từ nguồn gốc Iran của họ. Hệ thống thần thoại Iran của họ sau này được người Kushan thừa hưởng, những người cai trị từ vùng Peshawar-Khyber-Pakhtunkhwa của Pakistan.

## Các vị vua Ấn-Parthia

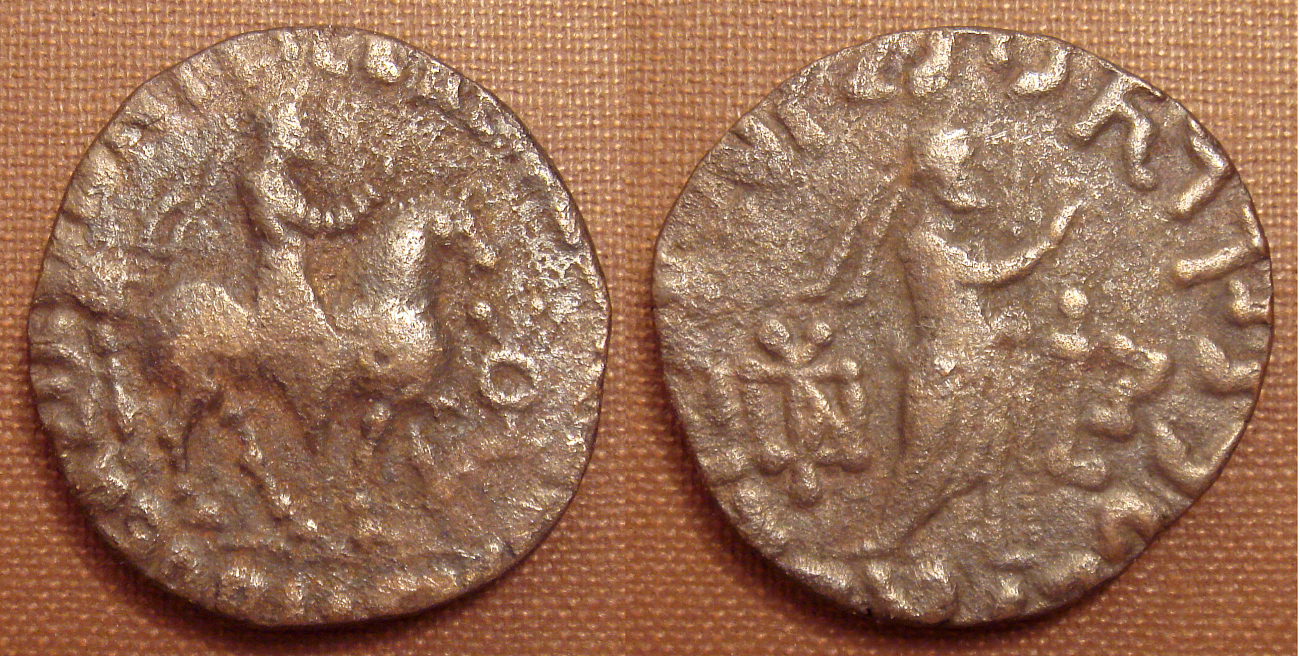
Tiền xu của vua Abdagases, trên đó trang phục của ông được thể hiện rõ ràng.

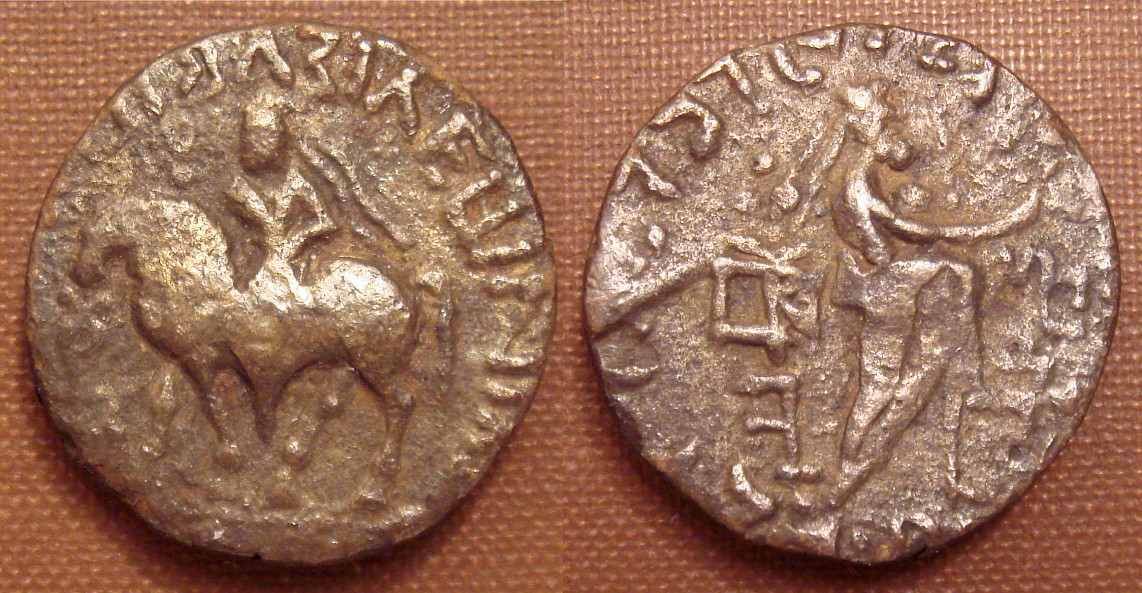
Coins of the Indo-Parthian king Abdagases, in which his clothing is clearly apparent. He wears baggy trousers and a crossover jacket.

- Gondophares I (khoảng năm 20 TCN – những năm đầu công nguyên) Coin
- Gondophares II Sarpedones (Đầu công nguyên – khoảng năm 20 CN)Coin
- Abdagases I (Đầu công nguyên – giữa thế kỉ 1 CN) Coin
- Gondophares III Gadana, (khoảng năm 20 CN – 30 CN)
- Gondophares IV Sases (giữa thế kỉ 1 CN)
- Pacores (cuối thế kỉ 1 CN) Coin